# Geel-Centrum
Geel of formeel Geel-Centrum is de verstedelijkte kern van de stad Geel.
Oorspronkelijk was Geel een dubbeldorp met de Sint-Amandskerk als parochiekerk en de Sint-Dimpnakerk als bedevaartskerk. Het was het kerkelijk, bestuurlijk en economisch centrum van de Vrijheid Geel en is dit nu van de stad. De geschiedenis en merkwaardigheden van Vrijheid en gemeente zijn te vinden in het lemma: Geel.

## Bezienswaardigheden
Centraal in Geel ligt de Markt die tevens uitgaanscentrum met terrassen is. Deze ligt in de nabijheid van de Sint-Amandskerk.
De belangrijkste bezienswaardigheden zijn:
- Sint-Dimpnakerk
- Sint-Amandskerk
- Gasthuismuseum in het Oude Gasthuis.
- Stadhuis, aan de Markt. Oorspronkelijk was hier een lakenhal uit 1431 of ouder, die vóór of in 1506 door een stadsbrand werd verwoest en vervolgens door een nieuw gebouw werd vervangen. In 1679 werden de trapgevels door halsgevels vervangen. In 1725 werd het aanpalende huis "De Valk" aangekocht, dat in 1642 nog een herberg was. Beide gebouwen werden door middel van een verbouwing samengevoegd. In 1894 vond een neoclassicistische verbouwing plaats door Pieter Jozef Taeymans. Van 1960 tot 1988 was het gebouw in gebruik voor gemeentediensten en tegenwoordig zetelt er de Dienst voor Toerisme en is het een tentoonstellingsruimte.
- Smaterskapelleke, aan de Molenstraat.
- Gansakkermolen, aan de Molenstraat

Voorts kent Geel tal van als monument geklasseerde woonhuizen en gebouwen van instellingen en bedrijven.

## Nabijgelegen kernen
Kievermont, Winkelom en Winkelomheide, Holven, Elsum, Geel Punt.

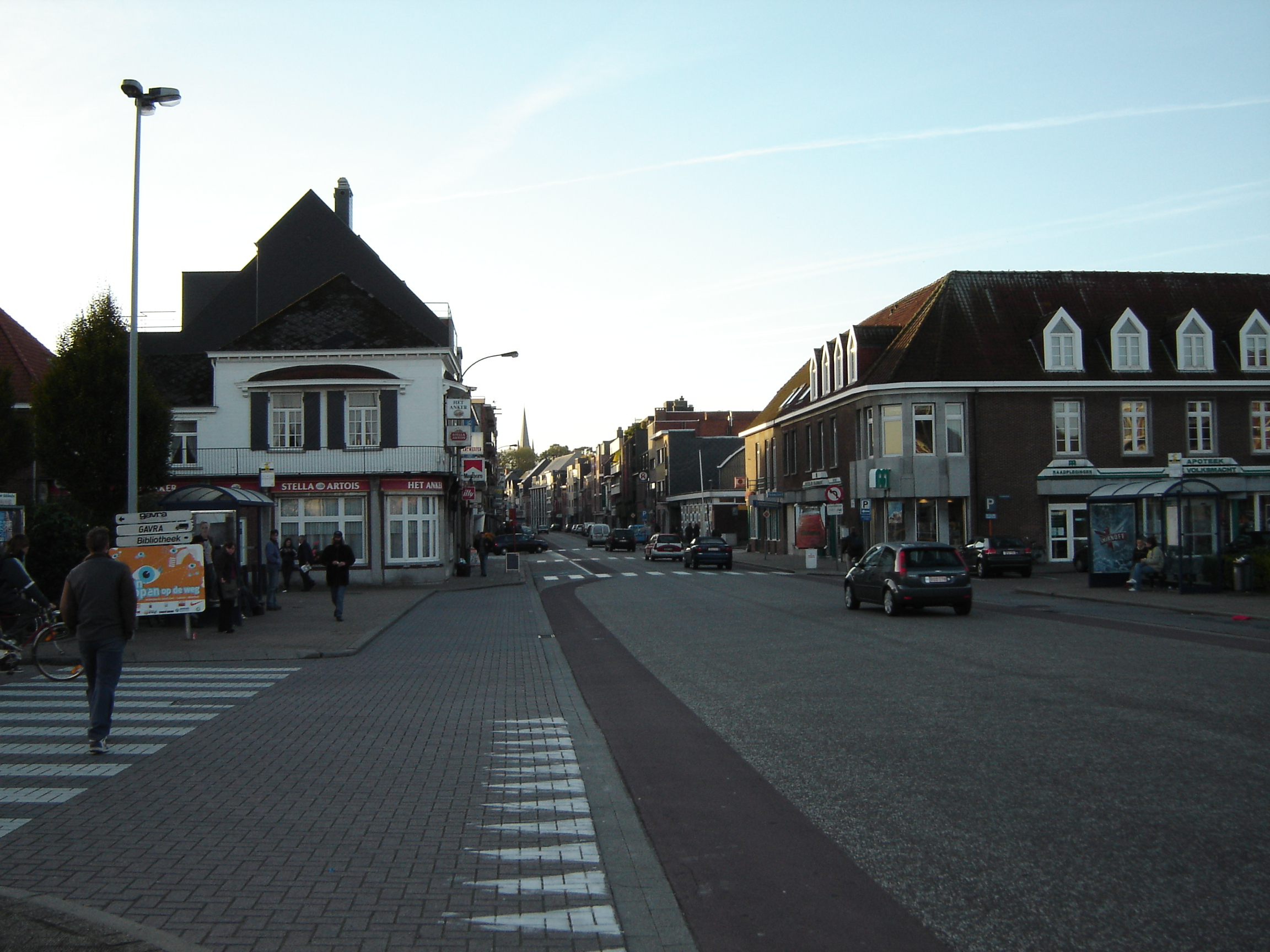
Centrum van Geel